# رعب قوطي
الرواية القوطية درب من الرواية الرومانتيكية المبكرة يتميز بأجواء الرعب والغموض التي تسوده وبعنصر التشويق الذي يهيمن عليه. ازدهرت في إنكلترا خلال النصف الثاني من القرن الثامن عشر ومطالع القرن التاسع عشر ولدت مع رواية للكاتب الإنكليزي هوراس وولبول (قصر أوترانيو ) Castle of Otranto (عام 1765) ومن أشهر من خاض غمار الرواية القوطية بعد وولبول الكاتبة الإنكليزية آن رادكليف وبخاصة في روايتها الشهيرة (أسرار أودولفو ) The Mysteries of Udolpho (عام 1794) ولا ننسى الروائي الاسباني الراحل كارلوس زافون الذي مثل الأدب القوطي بكل تفاصيله في رباعيته الشهيرة (مقبرة الكتب المنسية) ولذلك أطلق على هذا الضرب من الرواية اسم (الرواية القوطية) لأن أصحابها اتخذوا من القصور والأديرة الوسيطية من الفن القوطي (بما تحفل به من ممرات تحت الأرض subterranean وشرفات مُفَرِّجة مظلمة battlements وأبواب مسحورة trap doors) إطاراً لأعمالهم الحابسة لأنفاس القراء.

## ومن أعلام هذه المدرسة
- ادجار الآن بو
- هوارد فيليبس لافكرافت
- ماري شيلي
- شارلز ماتورين
- برام ستوكر
- م.لويس
- آن رادكليف
- آن رايس
- كارلوس زافون
- روبرت لويس ستيفنسون